# Kosmoo
Kosmoo ist eine flämische Jugendserie. Die Erstausstrahlung erfolgte am 13. August 2016 in Belgien auf Studio 100 TV und in den Niederlanden auf Zapp. Im deutschsprachigen Raum wurde die Serie erstmals im Oktober 2019 auf dem Pay-TV-Sender Junior gesendet.

## Handlung
Der Junge Robbe lebt mit seinen Eltern Esther und Markus und seinem Hund Kosmoo auf einem Hausboot. Immer an seiner Seite ist außerdem seine beste Freundin Ellis. Als Kosmoo eines Tages einen Unfall erleidet, bringt Robbe ihn heimlich in das Robotik-Unternehmen Bionicle, in dem seine Mutter arbeitet. Dort wird Kosmoo mit bionischen Körperteilen das Leben gerettet. Seit dem Eingriff bei Bionicle hat Kosmoo nun übernatürliche Kräfte und Fähigkeiten, von denen jedoch nur Robbe und Ellis etwas wissen. Zu dritt lösen sie nun verschiedene Rätsel und Kriminalfälle in ihrer Heimatstadt.

## Hauptfiguren
- Robbe Williams hat ein ausgeprägtes technisches Verständnis, durch das es ihn gelingt, Kosmoo nach seinem Unfall bei Bionicle mit bionischen Körperteilen das Leben zu retten. Im Hausboot seiner Eltern hat er eine Kommandozentrale eingerichtet, er selbst ist aber zumeist mit Kosmoo außerhalb unterwegs, um die Rätsel und Fälle zu lösen.
- Ellis Andersen ist Robbes beste Freundin. Sie ist seit ihrem 3. Lebensjahr gelähmt und sitzt seitdem im Rollstuhl, was ihrer Lebens- und Abenteuerfreude jedoch keinen Abbruch tut. Ellis hat einen stark ausgeprägten Gerechtigkeitssinn. Sie bedient zumeist die Kommandozentrale und versorgt Robbe mit Informationen, zudem kann sie Kosmoo von dort aus steuern und Befehle erteilen.
- Kosmoo ist der Hund von Robbe. Nach einem schweren Unfall mit bionischen Teilen versehen verfügt er über außergewöhnliche Fähigkeiten. Er kann zum Beispiel besser sehen, hören und riechen als normale Hunde, außerdem ist er viel schneller und stärker. Kosmoo kann von der Kommandozentrale aus gesteuert werden, außerdem werden dort seine Sinneseindrücke aufgezeichnet.
- Esther Williams ist die Mutter von Robbe. Mit ihrem Job bei Bionicle sorgt sie für das finanzielle Auskommen der Familie und bemüht sich um das reibungslose Ablaufen des Alltags.
- Markus Williams ist Robbes Vater. Er ist eher tollpatschig veranlagt und versucht durch ständig neue Jobs genügend Geld zu verdienen, um mit seiner Familie eine Weltreise zu unternehmen.

## Synchronisation
Kosmoo wurde von Studio 100 in Antwerpen synchronisiert. Das Dialogbuch führten Jörg Fischer und Manuela Brunner, die Dialogregie übernahm Bettina Berger.
| Rolle           | Darsteller       | Deutscher Synchronsprecher |
| --------------- | ---------------- | -------------------------- |
| Robbe Williams  | Remco Coppejans  | Charlie Schrein            |
| Ellis Andersen  | Maxine Janssens  | Tabea Willemsen            |
| Markus Williams | Bert Huysentruyt | Lars Walther               |
| Esther Williams | Marit Stocker    | Nagmeh Alaei               |